# Raïon de Manevytchi
Le raïon de Manevytchi (en ukrainien : Маневицький район, Manevytskyï raïon) ou raïon de Manevitchi (en russe : Маневичский район, Manevitchski raïon) est une subdivision administrative de l'oblast de Volhynie, dans l'ouest de l'Ukraine. Son centre administratif est la commune urbaine de Manevytchi.

## Géographie
Le raïon s'étend sur 2 265 km2 dans l'est de l'oblast. Il est limité au nord par le raïon de Kamin-Kachyrskyï et le raïon de Lioubechiv, à l'est par l'oblast de Rivne, au sud par le raïon de Kivertsi et à l'ouest par le raïon de Rojychtche et le raïon de Kovel.

## Histoire
Le raïon de Manevytchi a été établi le 17 janvier 1940 par un décret du Présidium du Soviet suprême de l'URSS.

## Population

### Démographie
Recensements (*) ou estimations de la population :
| 1959*  | 1970*  | 1979*  | 2009   | 2010   | 2011   |
| ------ | ------ | ------ | ------ | ------ | ------ |
| 32 625 | 63 148 | 61 484 | 55 462 | 55 368 | 55 272 |

### Villes
Le raïon ne compte aucune ville mais deux communes urbaines (Kolky et Manevytchi) et 69 villages.